# Christian Bachner

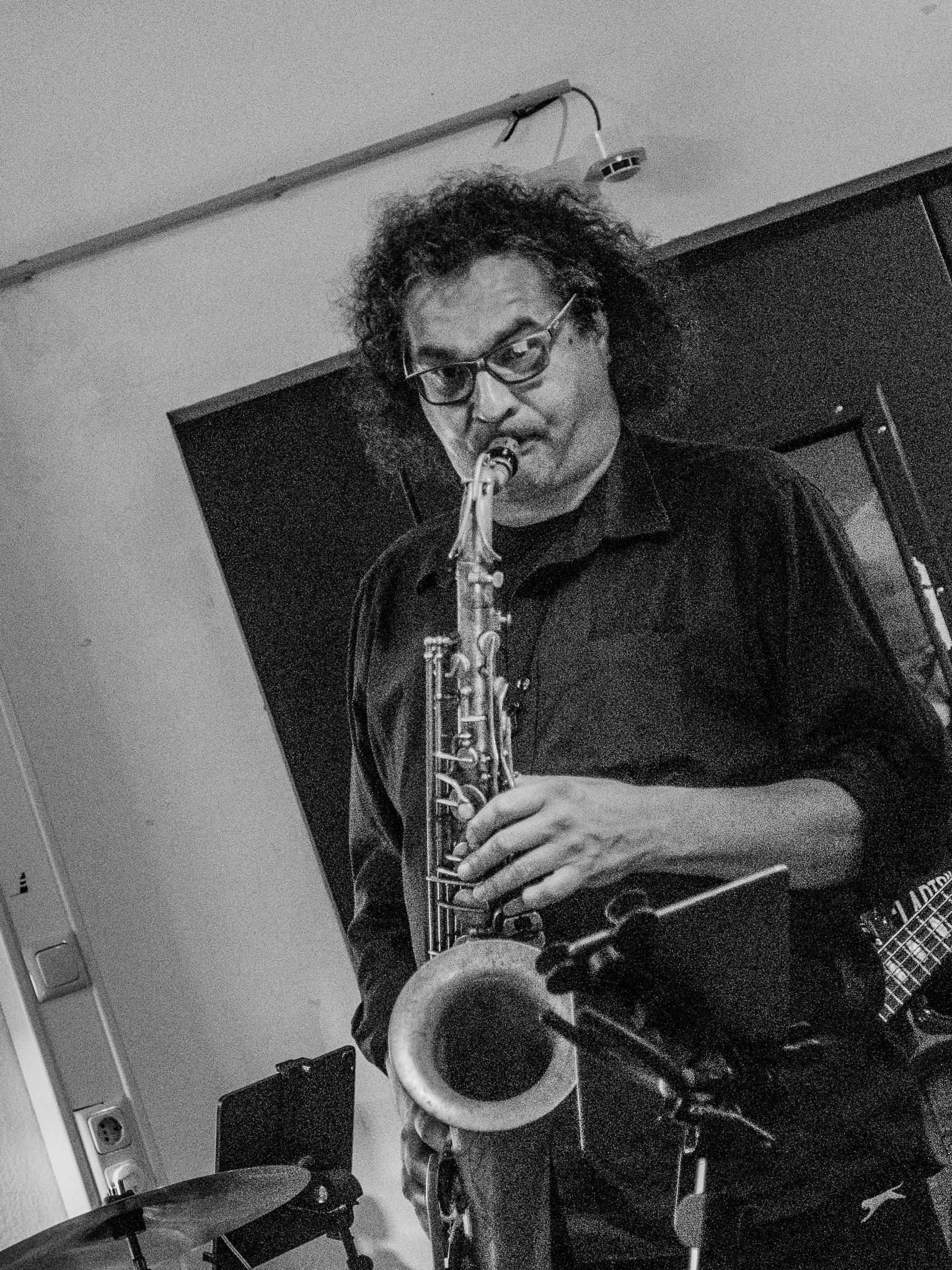
Christian Bachner (2022)

Christian Bachner (* 23. März 1970 in Vöcklabruck) ist ein österreichischer Jazzmusiker (Saxophone, Komposition, auch Klarinette, Flöte) und Betreiber eines Tonstudios.

## Leben und Wirken
Bachner, dessen jüngerer Bruder der Posaunist Robert Bachner ist, erhielt durch seine Eltern musikalische Grundlagen vermittelt. Ab 1989 studierte er Jazzsaxophon am Konservatorium der Stadt Wien; 1993 folgte ein einjähriger Studienaufenthalt an der New School University in New York, wo ihn Dave Liebman, Bill Evans und Dewey Redman ausbildeten. 
Bachner lehrte von 1990 bis 2005 an der Landes-Musikschule Oberösterreich in Linz. Daneben spielte er im Upper Austrian Jazz Orchestra und der Jazz Bigband Graz, mit denen er jeweils mehrere Alben einspielte, sowie mit dem Vienna Art Orchestra. Sein eigenes Trio bildete er zusammen mit Herman Linecker und Gerald Endstrasser; es wirkte auch ergänzt um Gerold Mayer als Quartett, das 2001 das Album Looking Back vorlegte. Auch trat er international mit Kenny Wheeler, Johnny Griffin, Bobby Shew, Ron McClure, Michael Gibbs, Jack Walrath, Django Bates, Patti Austin und den New York Voices auf und ist auch auf Alben von Karin Bachner zu hören.
Bachner verfasste Kompositionen für Juvavum Brass, Duo Tone Art, Heavy Tuba & Jon Sass sowie das Upper Austrian Jazz Orchestra.

## Lexikalische Einträge
- Georg Demcisin: Christian Bachner. In: Oesterreichisches Musiklexikon. Online-Ausgabe, Wien 2002 ff., ISBN 3-7001-3077-5; Druckausgabe: Band 1, Verlag der Österreichischen Akademie der Wissenschaften, Wien 2002, ISBN 3-7001-3043-0.